# روبيرت بالمان
روبيرت بالمان (مواليد 21 يونيو 1926) هو لاعب كرة قدم. يلعب مع منتخب سويسرا لكرة القدم. سبق له أن لعب في كأس العالم لكرة القدم مع منتخب بلاده.

## روابط خارجية
- روبيرت بالمان على موقع الاتحاد الدولي (مؤرشف)  (الإنجليزية)
- روبيرت بالمان على موقع قاعدة بيانات كرة القدم.إي يو (الإنجليزية)
- روبيرت بالمان على موقع ناشيونال فوتبول تيمز (الإنجليزية)
- روبيرت بالمان على موقع Soccerway.com (الإنجليزية)
- روبيرت بالمان على موقع عالم كرة القدم.نت (الإنجليزية)